# 그레고리 월콧

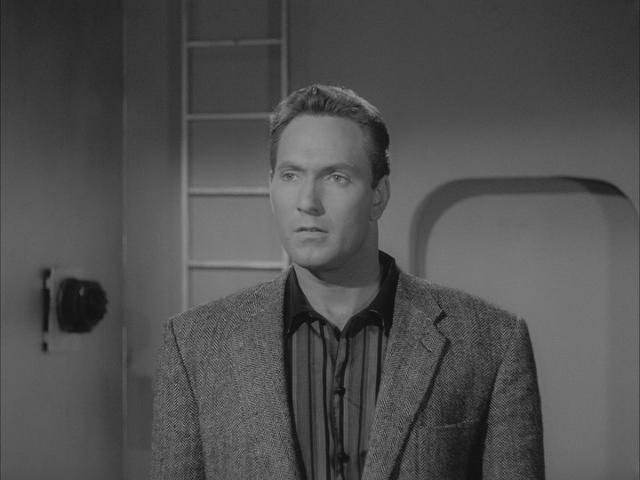

그레고리 월콧(Bernard Wasdon Mattox, 1928년 1월 13일 ~ 2015년 3월 20일)은 미국의 배우, 텔레비전 배우이다.
로스앤젤레스에서 사망하였다.

## 영화
- 에드 우드 (1994년)
- 하우스 2 (1987년)
- 달리는 사이먼 (1981년)
- 틸트 (1979년) - 미스터 데븐포트 역
- 노마 레이 (1979년)
- 달라스 (1978년)
- 더티 파이터 2 (1978년)
- 서부의 형제 (1976년)
- 미드웨이 (1976년)
- 아이거 빙벽 (1975년)
- 클린트이스트우드의 대도적 (1974년)
- 슈가랜드 특급 (1974년) - 어니 매쉬번 역
- 6백만 달러의 사나이 - TV 시리즈 (1974년)
- 더 영 앤 더 레스트리스 (1973년)
- 라스트 아메리칸 히어로 (1973년) - 모리 역
- 누가 톰을 서부로 보냈나 (1972년) - 불 역
- 프라임 컷 (1972년)
- 조 키드 (1972년)
- 캐넌 목장 (1967년)
- 캡틴 뉴먼, M.D. (1963년)
- 이오지마의 영웅 (1961년)
- 보난자 (1959년)
- 외계로부터의 9호 계획 (1958년)
- 창공에 지다 (1955년)
- 애욕과 전장 (1955년)
- 디즈니랜드 (1954년) - 헨더슨 역
- 용감한 페이건 (1952년)